# Думи
Думи (фр. Doumy) насеље је и општина у југозападној Француској у региону Аквитанија, у департману Атлантски Пиринеји која припада префектури По.
По подацима из 2011. године у општини је живело 293 становника, а густина насељености је износила 45,85 становника/km². Општина се простире на површини од 6 km². Налази се на средњој надморској висини од 160 метара (максималној 282 m, а минималној 151 m).

## Демографија
| 1962. | 1968. | 1975. | 1982. | 1990. | 2011. |
| ----- | ----- | ----- | ----- | ----- | ----- |
| 123   | 125   | 129   | 152   | 174   | 293   |

График промене броја становника у току последњих година